# Gouvernement Odessa
Het gouvernement Odessa (Russisch: Одесская губерния, Odesskaja goebernija) was een gouvernement (goebernija) van de Russische Socialistische Federatieve Sovjetrepubliek. Het gouvernement bestond van 1920 tot 1925. Het ontstond op 16 april 1920 uit het Gouvernement Cherson en in 1922 werd 70.600 km² van het gouvernement Nikolajev bij het grondgebied van het gouvernement Odessa gevoegd. Het bestond uit zeven oblasten. In 1924 werd de okroeg (district) Kirovohrad van het gouvernement afgesplitst om na 1930 de oblast Kirovohrad te vormen. Het gouvernement ging in 1925 op in de okroeg Odessa, na 1932 de oblast Odessa. De hoofdstad was Odessa.